# Nazelles-Négron

Nazelles-Négron este o comună în departamentul Indre-et-Loire, Franța. În 1 ianuarie 2022 avea o populație de 3.682 de locuitori.